# يون جين يي
يون جين يي (بالكورية: 윤진이)‏ ولدت في 27 يوليو 1990 في دايجون، كوريا الجنوبية. هي ممثلة كورية جنوبية.

## روابط خارجية
- يون جين يي على موقع IMDb (الإنجليزية)
- يون جين يي على موقع قاعدة بيانات الفيلم (الإنجليزية)
- يون جين يي على موقع كينوبويسك (الروسية)